# Dietrich Kessler
Dietrich Kessler (* 1946) ist ein deutscher Musiker, Komponist, Buchautor und Verleger.

## Leben
Kessler stammt aus einer Musikerfamilie. Nach dem Abitur studierte er Musik und Germanistik in der damaligen DDR. Er wurde später Bandleader und Komponist der Rockband Klosterbrüder (1975 auf staatliches Drängen in Magdeburg umbenannt), mit denen er mehrere Tonträger produzierte sowie Fernsehauftritte und Auslandstourneen absolvierte.
Mehrere seiner Kompositionen eroberten Spitzenpositionen in den Wertungssendungen des Rundfunks der DDR. Das 1980 erschienene Debüt-Album von Magdeburg wurde 1981 auch in der Bundesrepublik veröffentlicht. Kurz darauf kam es auf Grund politischer Repressalien zum Bruch mit dem DDR-Regime und die gesamte Band stellte als Novum in der DDR-Geschichte geschlossen einen Ausreiseantrag. Die Folge war ein Berufsverbot. Ständige Überwachung, Denunziationen, Verleumdungen und Verhöre führten zur Inhaftierung Kesslers im Juni 1983 durch die Staatssicherheit. Im September 1984 wurde er aus dem Gefängnis Cottbus freigekauft und kam in den Westen. In seinem autobiographischen Buch Stasi-Knast beschreibt Kessler seine Erlebnisse aus dieser Zeit.
1986 gründete Dietrich Kessler in West-Berlin den KDM-Verlag, einen Musikverlag, der im Jahre 2000 an den US-amerikanischen Verlag Alfred Publishing verkauft wurde. Danach gründete er den 3D-Verlag.
Außerdem ist Dietrich Kessler als Musiker der Klosterbrüder aktiv und arbeitet als Komponist und Produzent an verschiedenen CD-Produktionen.